# Breuvery-sur-Coole
Breuvery-sur-Coole (/bʁœvʁisyʁkɔl/) est une commune française située dans le département de la Marne, en région Grand Est.
Ses habitants s’appellent les Breuvetiots.

## Géographie

### Localisation
Breuvery-sur-Coole se trouve au centre-sud du département de la Marne, en région Grand Est. La commune appartient à la région agricole de la Champagne crayeuse.
La commune de Breuvery-sur-Coole s'étend sur une superficie de 1 006 hectares. Sur son territoire, l'altitude varie de 92 à 144 mètres. Le relief est marqué par la vallée de la Coole, où se trouve le village et où l'altitude peut descendre en dessous de 100 mètres. De part et d'autre de la vallée, l'altitude est plus élevée et dépasse 140 mètres au nord-est et au sud-ouest de la commune.
Par la route, Breuvery-sur-Coole se situe à 14 km de Châlons-en-Champagne, préfecture de la Marne, à 31 km de Vitry-le-François, et à 14 km de Saint-Germain-la-Ville, siège de la communauté de communes de la Moivre à la Coole dont Breuvery-sur-Coole fait partie. La commune fait en outre partie du bassin de vie de Châlons-en-Champagne.
Breuvery-sur-Coole est limitrophe de 6 communes :
|         | Nuisement-sur-Coole | Écury-sur-Coole         |
| Soudron | Breuvery-sur-Coole  | Saint-Quentin-sur-Coole |
| Vatry   | Bussy-Lettrée       |                         |

### Hydrographie
La commune est dans la région hydrographique « la Seine de sa source au confluent de l'Oise (exclu) » au sein du bassin Seine-Normandie. Elle est drainée par la Coole,.
La Coole, d'une longueur de 30 km, prend sa source dans la commune de Coole et se jette dans la Marne à Compertrix, après avoir traversé dix communes. Les caractéristiques hydrologiques de la Coole sont données par la station hydrologique située sur la commune de Breuvery-sur-Coole. Le débit moyen mensuel est de 0,557 m3/s. Le débit moyen journalier maximum est de 3,17 m3/s, atteint lors de la crue du 16 mars 2020. Le débit instantané maximal est quant à lui de 3,18 m3/s, atteint le même jour.

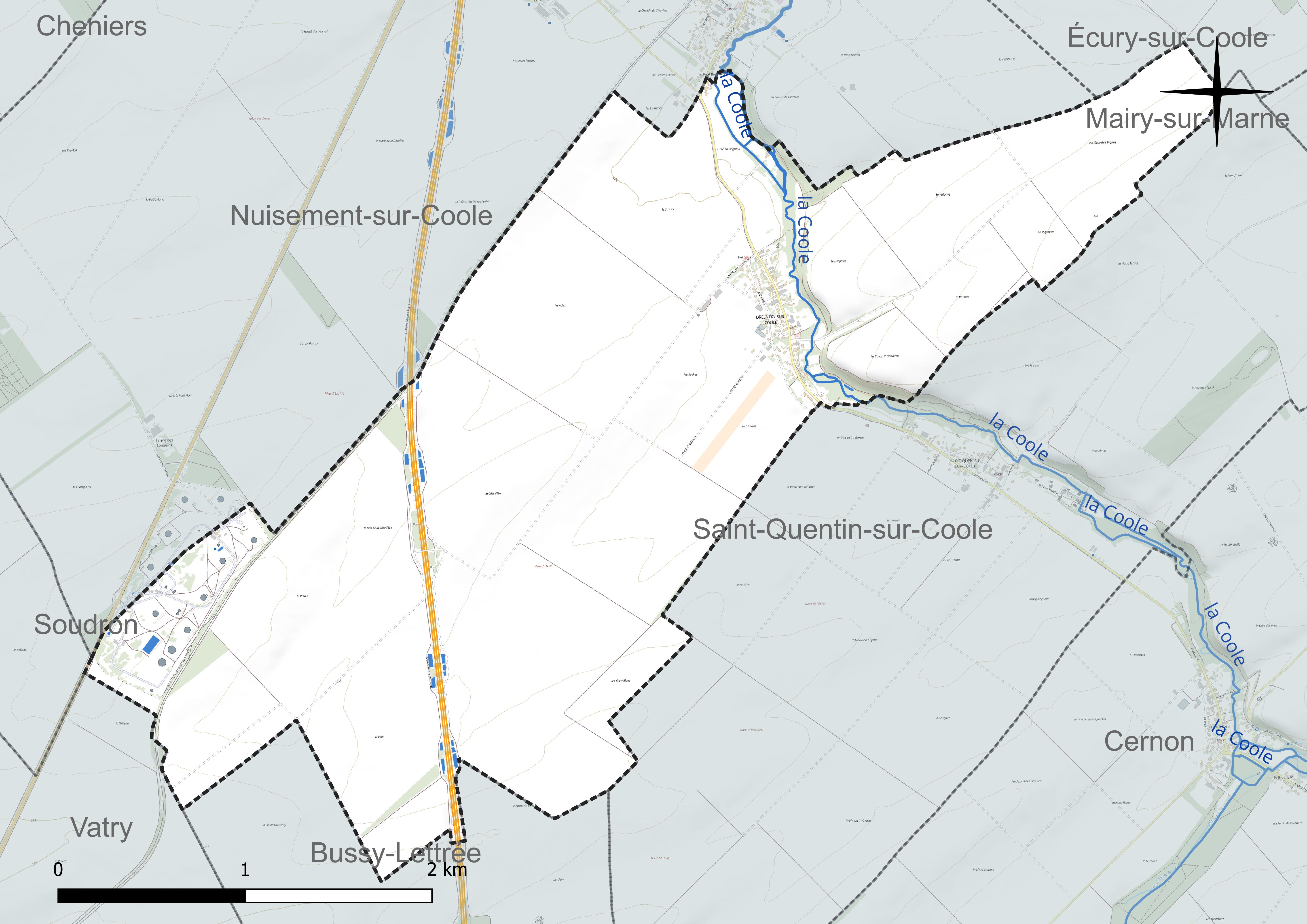
Réseau hydrographique de Breuvery-sur-Coole.

### Climat
Pour des articles plus généraux, voir Climat du Grand Est et Climat de la Marne.
En 2010, le climat de la commune est de type climat océanique dégradé des plaines du Centre et du Nord, selon une étude du Centre national de la recherche scientifique s'appuyant sur une série de données couvrant la période 1971-2000. En 2020, Météo-France publie une typologie des climats de la France métropolitaine dans laquelle la commune est exposée à un climat océanique altéré et est dans la région climatique Nord-est du bassin Parisien, caractérisée par un ensoleillement médiocre, une pluviométrie moyenne régulièrement répartie au cours de l’année et un hiver froid (3 °C).
Pour la période 1971-2000, la température annuelle moyenne est de 10,5 °C, avec une amplitude thermique annuelle de 16 °C. Le cumul annuel moyen de précipitations est de 700 mm, avec 11,2 jours de précipitations en janvier et 8,2 jours en juillet. Pour la période 1991-2020, la température moyenne annuelle observée sur la station météorologique de Météo-France la plus proche, « Vatry-aéro », sur la commune de Vatry à 7 km à vol d'oiseau, est de 11,0 °C et le cumul annuel moyen de précipitations est de 654,9 mm. 
La température maximale relevée sur cette station est de 41,1 °C, atteinte le 25 juillet 2019 ; la température minimale est de −15,3 °C, atteinte le 1er janvier 1997,,.
Les paramètres climatiques de la commune ont été estimés pour le milieu du siècle (2041-2070) selon différents scénarios d'émission de gaz à effet de serre à partir des nouvelles projections climatiques de référence DRIAS-2020. Ils sont consultables sur un site dédié publié par Météo-France en novembre 2022.

### Milieux naturels et biodiversité
L'Inventaire national du patrimoine naturel (INPN) recense 325 espèces sur le territoire de la commune, dont 37 espèces protégées et 18 espèces menacées.
Breuvery-sur-Coole ne compte aucune zone naturelle d'intérêt écologique, faunistique et floristique (ZNIEFF) ou autre espace naturel protégé sur son territoire.

## Urbanisme

### Typologie
Au 1er janvier 2024, Breuvery-sur-Coole est catégorisée commune rurale à habitat dispersé, selon la nouvelle grille communale de densité à sept niveaux définie par l'Insee en 2022.
Elle est située hors unité urbaine. Par ailleurs la commune fait partie de l'aire d'attraction de Châlons-en-Champagne, dont elle est une commune de la couronne,. Cette aire, qui regroupe 97 communes, est catégorisée dans les aires de 50 000 à moins de 200 000 habitants,.

### Occupation des sols
L'occupation des sols de la commune, telle qu'elle ressort de la base de données européenne d’occupation biophysique des sols Corine Land Cover (CLC), est marquée par l'importance des territoires agricoles (91,3 % en 2018), une proportion sensiblement équivalente à celle de 1990 (91,1 %). La répartition détaillée en 2018 est la suivante :
terres arables (91,3 %), zones industrielles ou commerciales et réseaux de communication (4,1 %), zones urbanisées (2,4 %), forêts (2,2 %). L'évolution de l’occupation des sols de la commune et de ses infrastructures peut être observée sur les différentes représentations cartographiques du territoire : la carte de Cassini (XVIIIe siècle), la carte d'état-major (1820-1866) et les cartes ou photos aériennes de l'IGN pour la période actuelle (1950 à aujourd'hui).

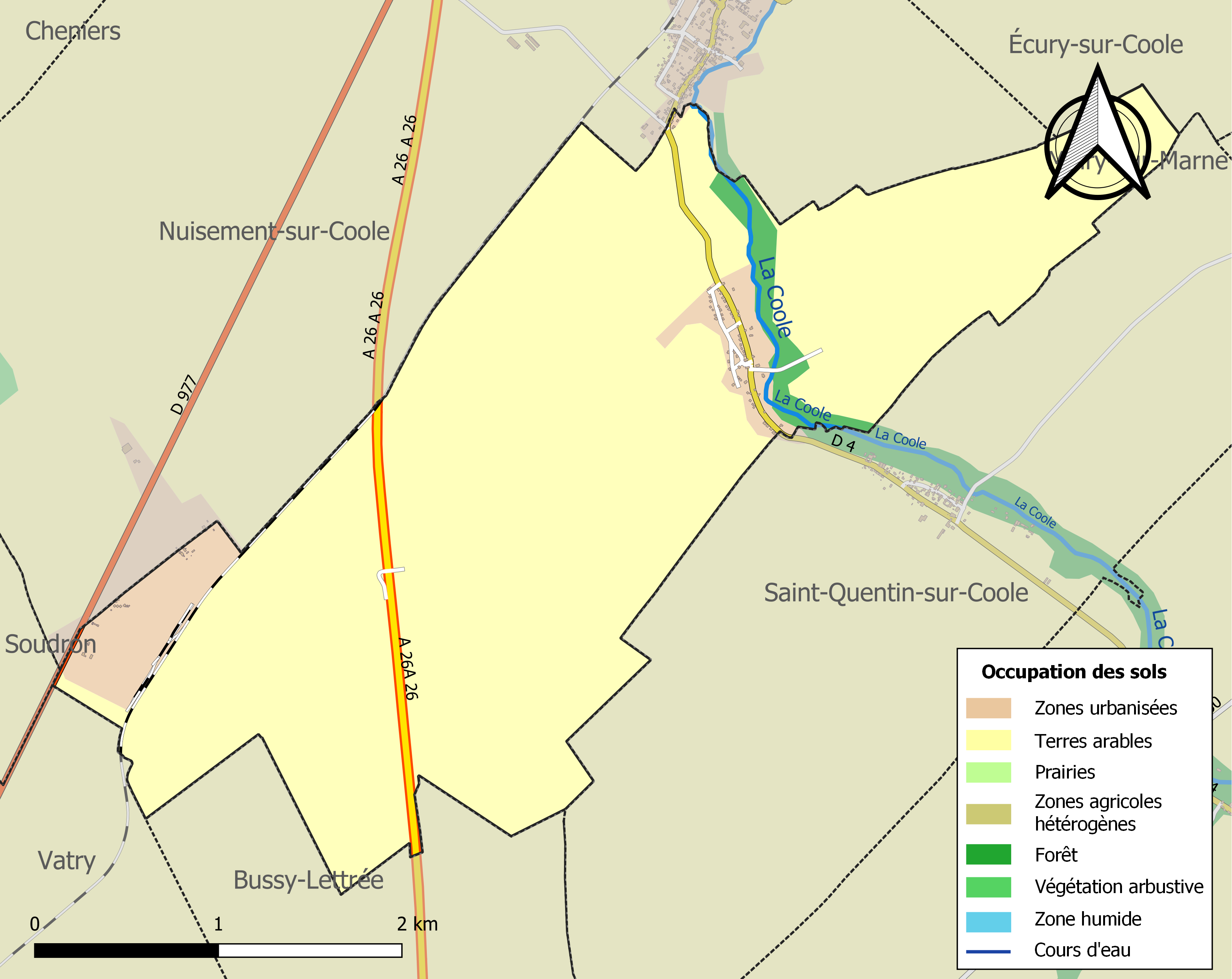
Carte des infrastructures et de l'occupation des sols de la commune en 2018 (CLC).

### Voies de communication et transports
Le village de Breuvery-sur-Coole est traversé par la route départementale 4, qui relie Châlons-en-Champagne à la route nationale 4 en suivant la vallée de la Coole. Au sud-ouest, son territoire voit également passer l'autoroute A26 et l'ancienne route nationale 77 (RD977) entre Châlons-en-Champagne et Troyes.

## Toponymie
Le nom de la localité est attesté sous les formes Brevereium (1163) ; Breveriæ (1165) ; Berverei (vers 1165) ; Bervereium (avant 1190) ; Breverium (vers 1277) ; Breverey (1296) ; Bruvreyum (1405) ; Brev[er]ay (1556).
Breuvery provient de l'oïl *breuverei, *breuveroi « champ de bruyères ». 
Le village se trouve sur la rive gauche de la Coole, rivière du département de la Marne dont la graphie était encore assez récemment Cosle ou Côle.

## Histoire

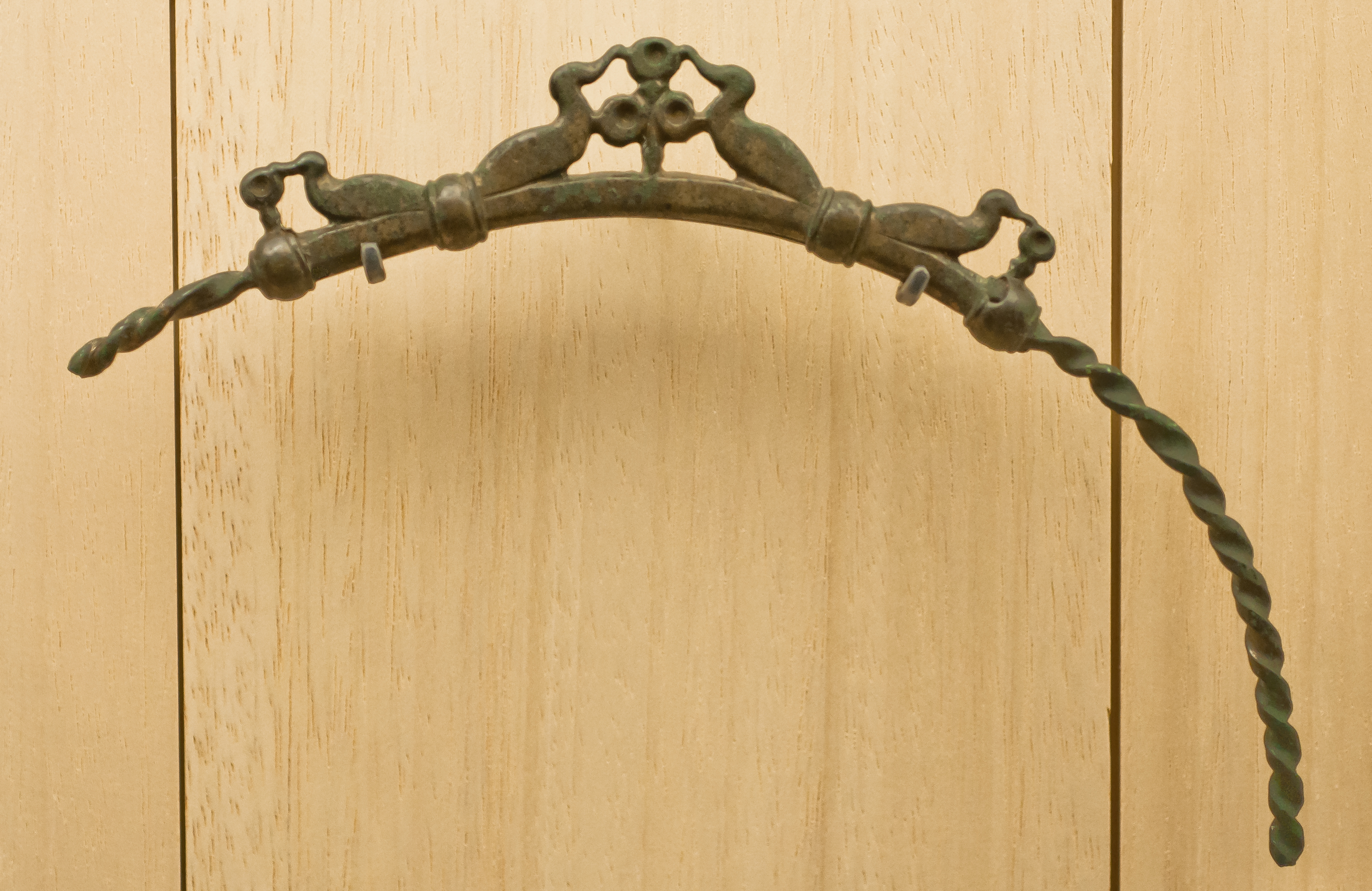
Torque de bronze trouvé à Breuvery actuellement au Musée d'archéologie nationale.

### Antiquité
L’implantation humaine est attestée par la découverte de céramiques dans une nécropole au lieu-dit la Potence, datant des années -500 à -300 (période de la Tène ancienne).
Des fouilles ont été réalisées sur la commune et l'on a découvert un trésor carolingien.

### Époque féodale

#### Les Breuvetiots et le Pont de Marne à Châlons (1107)
La seigneurie du Pont de Marne appartenait au chapitre dès une haute ancienneté. Il est certain qu’il la possédait en 1107. Cette seigneurie consistait « en ce que chascun char, chargé de quelque marchandise que ce soit, passant par-dessus ledit pont de Porte Marne, doibt deux deniers, et chascune charette ung denier (…). Sont francs et exempts dudict droict, les habitants de (pour la vallée de la Coole) : Escury-sur-Coole, Nuisement, Breuvery-sur-Coole, Saint-Quentin, Cernon, Vaugencien, Coupetz, Vésigneulx, Fontaine et La Chapelle-sur-Coole (…) lesquelles villes, chascun mesnage doibt ung moicton d’avoine. »

#### La seigneurie auxXIIeetXIIIesiècles
Barthélemy et Grignon notent ceci :
« Hugues de Breveriis, chevalier, vivait en 1165, et la même année, je trouve la mention d’un curé du même nom. »
Église Saint-Alpin, collatéral sud, devant la sacristie, pierre de tonnerre, porte en bordure l’inscription ci-après : « Ci gist maître Ravous de Berverei qui trespassa en l’an de grâce mil deux cent et soixante et douze au mois de joing. Priez pour son asme. »

#### Les Breuvetiots et les fortifications de Châlons (1416)
« Une ordonnance du 2 septembre 1416, du bailli de Vitry, commissaire des fortifications, et une ordonnance du roi du 2 décembre 1420, obligent les habitants des villages qui se retirent à Châlons en temps de guerre, à contribuer à la réparation des murs des remparts et au curage des fossés, et à donner chacun, deux ou trois journées de travail par an. (…) Voici les noms des villages qui contribuaient en hommes et en journées de travail (…) à l’entretien des fortifications (pour la vallée de la Coole) : Coolus, 3 hommes ; Ecury, Nuisement, 4 hommes ; Breuvery, Saint-Quentin, 2 hommes ; Cernon, Coupetz, La Chapelle sur Coole, 3 hommes ».

#### Jeanne d'Arc à Breuvery (1429)
« Le cortège historique du 14 juillet 1429.

(…) Le 14 juillet au matin, l’armée royale est partie de Lettrée, vraisemblablement par le chemin naguère appelé chemin de Jeanne d'Arc, que les armées suivirent plus d’une fois, et qui aboutissait, entre Saint-Quentin et Cernon, au château de Vaugency. De là, il n’est pas impossible que l’on soit passé par Breuvery, Nuisement, Ecury, surtout s’il s’y trouvait quelques châteaux à réduire. Mais le plus court était, en direction de Mairy et sans aller jusque là, de prendre la voie romaine et de la suivre jusqu’à Coolus. De Coolus, par Compertrix, on arriva au Mont Saint-Michel (à Châlons) ».

### Époque contemporaine

#### Breuvery auXIXesiècle
« Breuvery (de brevis ripa, bordage étroit) sur la Coole, avec deux moulins à eau et un moulin à vent. (…) C’est une petite commune environnée d’anciens souterrains ou de caves interdites. (…) Ses 15 laboureurs cultivent un territoire long de plus de six kilomètres sur une largeur de plus de deux kilomètres, traversé par la Coole. Il contient 1008 hectares ».

#### La Première Guerre mondiale à Breuvery
« Le 9 septembre 1914, la 22e D.I. suit le mouvement de la 18e D.I. en direction de Montépreux. La 44e brigade (19e et 118e R.I.) occupe le secteur de Haussimont, Sommesous où elle livre des combats avec l’arrière-garde de l’armée allemande. Le 10 septembre, la 22e D.I. se porte à Breuvery-sur-Coole et Nuisement-sur-Coole ».

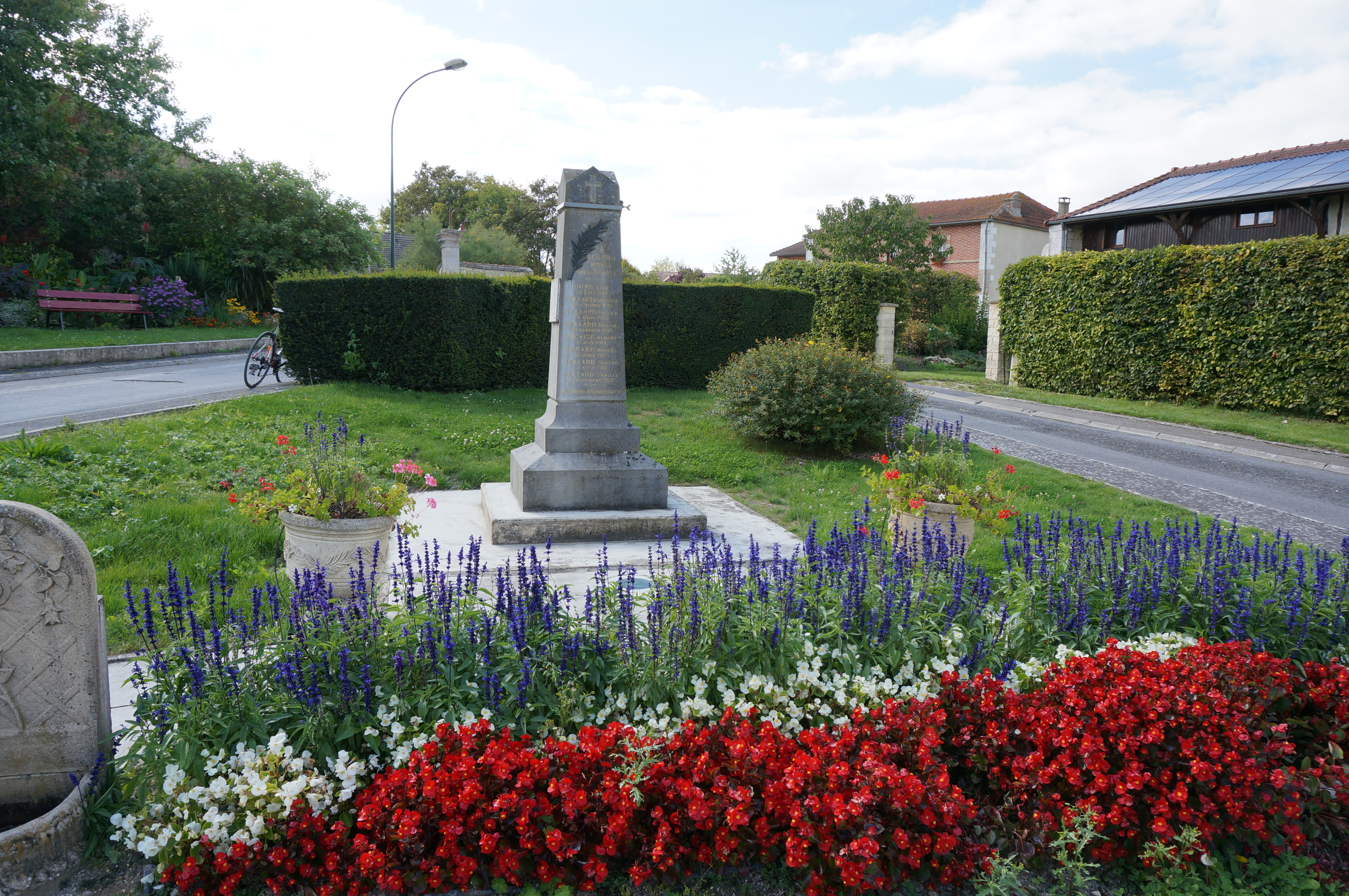
Le monument aux morts place des Tilleuls.

À la mi-septembre 1914, le village vit le passage et le séjour pour une nuit de soldats allemands emmenant des prisonniers civils originaires de Sompuis, dont l’abbé Oudin, qui fut particulièrement maltraité.
Le 13 septembre 1915, la 29e compagnie (4e escadron du Train des Equipages Militaires) se rend dans la Marne et à dater du 25 septembre 1915 occupe les cantonnements de Coolus et de Breuvery. Le 23 octobre la compagnie quitte Breuvery, pour aller cantonner à Écury-le-Repos et fournit deux détachements importants, l'un au 63e régiment territorial à Haussimont pour l'exploitation forestière, l'autre au dépôt de chevaux de Sézanne.

## Politique et administration

### Intercommunalité
La commune, antérieurement membre de la Communauté de communes de la Vallée de la Coole, est membre, depuis le 1er janvier 2014, de la communauté de communes de la Moivre à la Coole.
En effet, conformément au schéma départemental de coopération intercommunale de la Marne du 15 décembre 2011, cette communauté de communes de la Moivre à la Coole est issue de la fusion, au 1er janvier 2014, de la communauté de communes de la Vallée de la Coole, de la Communauté de communes de la Guenelle, de la communauté de communes du Mont de Noix et de la communauté de communes de la Vallée de la Craie.

### Liste des maires
| Période                                  | Période                      | Identité           | Étiquette | Qualité |
| ---------------------------------------- | ---------------------------- | ------------------ | --------- | ------- |
| Les données manquantes sont à compléter. |                              |                    |           |         |
| avant 1876                               | après 1877                   | Lefèvre            |           |         |
|                                          | 1995                         | Albert Bruant      |           |         |
| 1995                                     | 2008                         | Michel Lebonvallet | PS        |         |
| 2008                                     | 2014                         | Bernard Millon     |           |         |
| 2014                                     | En cours (au 4 juillet 2014) | Maurice Pierre     |           |         |

## Équipements et services publics

### Eau et déchets
L'approvisionnement en eau potable et l'assainissement des eaux usées sont des compétences de la communauté de communes de la Moivre à la Coole. La commune de Breuvery-sur-Coole est alimentée en eau potable par le captage du puits « La Côte des Prés » à Coupetz ; l'approvisionnement en eau potable est délégué à Veolia. L'assainissement y est non collectif.
Le service public des déchets est assuré par le Syndicat mixte du Sud-Est Marnais (SYMSEM), qui a mis en place une redevance incitative. La collecte des ordures ménagères résiduelles (en bacs noirs pucés ou en sacs rouges prépayés) et des emballages ménagers recyclables (en sacs jaunes) est réalisée en porte à porte. Le SYMSEM adhérant au syndicat de valorisation des ordures ménagères de la Marne (SYVALOM), ces déchets sont amenés en centre de transfert à Sainte-Menehould ou Vitry-en-Perthois, puis valorisés sur le site de La Veuve. La collecte du verre se fait en apport volontaire, avant transformation dans une usine de Reims. Pour les déchets volumineux ou dangereux, le SYMSEM met à disposition de ses habitants une plateforme de déchets verts et gravats, à Saint-Amand-sur-Fion, ainsi que 12 déchèteries, à Arrigny, Courtisols, Givry-en-Argonne, Mairy-sur-Marne, Pargny-sur-Saulx, Pogny, Sainte-Menehould, Thiéblemont-Farémont, Valmy, Vanault-les-Dames, Villers-en-Argonne et Ville-sur-Tourbe.

### Espaces publics
La commune a le label « Village fleuri » avec trois fleurs.

### Enseignement

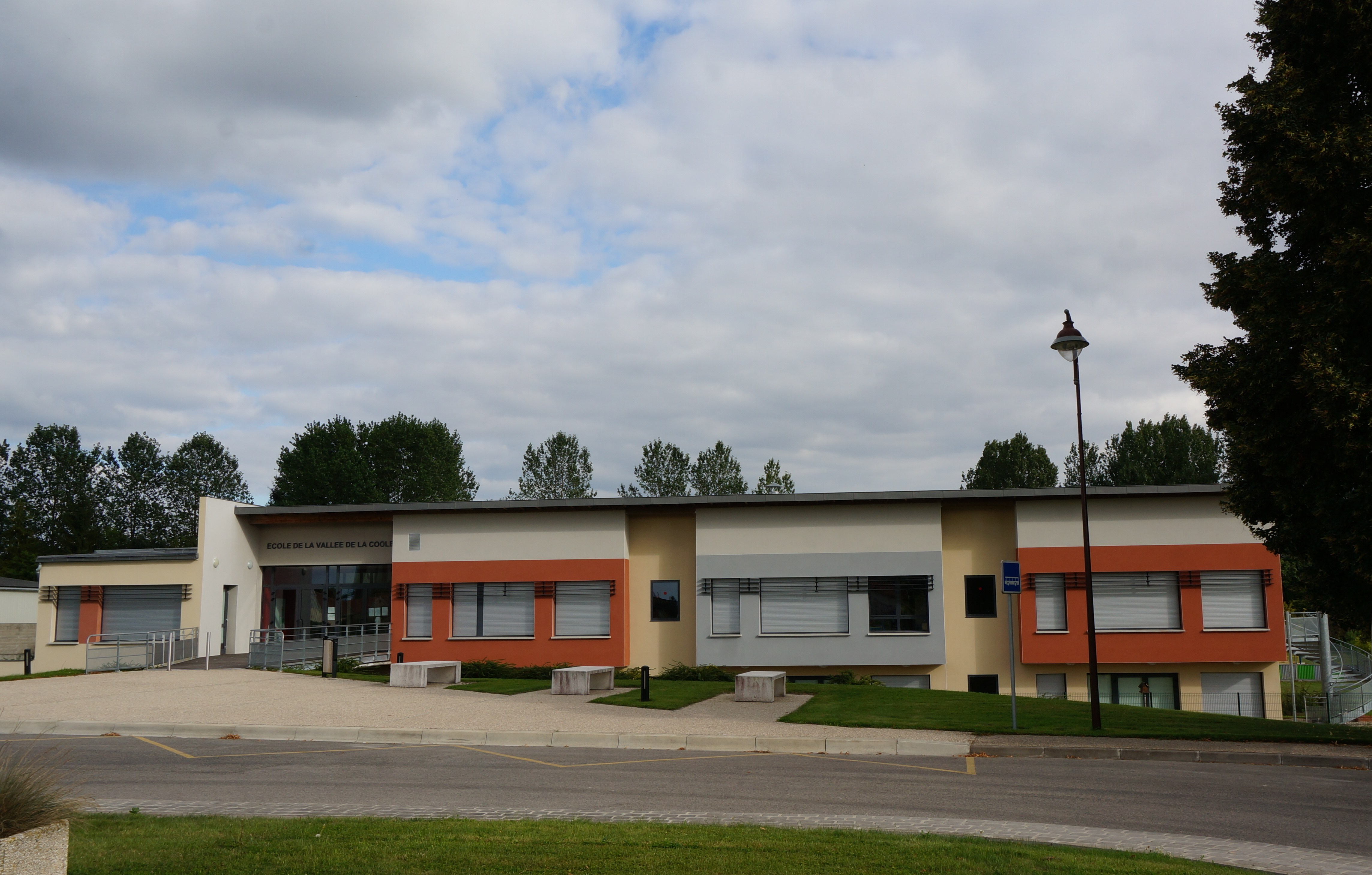
L'école de la Vallée de la Coole à Nuisement-sur-Coole.

Breuvery-sur-Coole fait partie de l'académie de Reims.
La commune dépend de l'école primaire de la Vallée de la Coole à Nuisement-sur-Coole, installée allée des Tilleuls et accueillant 150 élèves de classes maternelles et élémentaires (chiffres 2024-2025).
Les enfants de Breuvery-sur-Coole sont ensuite rattachés au collège Nicolas Appert et au lycée Jean Talon, tous les deux situés à Châlons-en-Champagne.

### Postes et télécommunications
Une boîte aux lettres de La Poste se trouve sur le territoire de la commune, dans la Grande Rue. Le bureau de poste le plus proche est situé à Mairy-sur-Marne, à environ 8 km de Breuvery-sur-Coole.

### Justice, sécurité et secours
Du point de vue judiciaire, Breuvery-sur-Coole relève du conseil de prud'hommes, du tribunal de commerce, du tribunal judiciaire, du tribunal paritaire des baux ruraux et du tribunal pour enfants de Châlons-en-Champagne, dans le ressort de la cour d'appel de Reims. Pour le contentieux administratif, la commune dépend du tribunal administratif de Châlons-en-Champagne et de la cour administrative d'appel de Nancy.
Breuvery-sur-Coole est située en secteur Gendarmerie nationale et dépend de la brigade de Vitry-la-Ville.
En matière d'incendie et de secours, la commune dépend du Service départemental d'incendie et de secours (SDIS) de la Marne.

## Démographie
L'évolution du nombre d'habitants est connue à travers les recensements de la population effectués dans la commune depuis 1793. Pour les communes de moins de 10 000 habitants, une enquête de recensement portant sur toute la population est réalisée tous les cinq ans, les populations de référence des années intermédiaires étant quant à elles estimées par interpolation ou extrapolation. Pour la commune, le premier recensement exhaustif entrant dans le cadre du nouveau dispositif a été réalisé en 2008.

En 2022, la commune comptait 210 habitants, en évolution de −3,67 % par rapport à 2016 (Marne : −1,19 %, France hors Mayotte : +2,11 %).
| 1793 | 1800 | 1806 | 1821 | 1831 | 1836 | 1841 | 1846 | 1851 |
| ---- | ---- | ---- | ---- | ---- | ---- | ---- | ---- | ---- |
| 97   | 115  | 106  | 133  | 119  | 114  | 136  | 131  | 127  |

| 1856 | 1861 | 1866 | 1872 | 1876 | 1881 | 1886 | 1891 | 1896 |
| ---- | ---- | ---- | ---- | ---- | ---- | ---- | ---- | ---- |
| 127  | 126  | 119  | 148  | 143  | 124  | 138  | 131  | 120  |

| 1901 | 1906 | 1911 | 1921 | 1926 | 1931 | 1936 | 1946 | 1954 |
| ---- | ---- | ---- | ---- | ---- | ---- | ---- | ---- | ---- |
| 123  | 112  | 127  | 103  | 98   | 96   | 101  | 91   | 90   |

| 1962 | 1968 | 1975 | 1982 | 1990 | 1999 | 2006 | 2008 | 2013 |
| ---- | ---- | ---- | ---- | ---- | ---- | ---- | ---- | ---- |
| 106  | 87   | 76   | 150  | 188  | 200  | 204  | 205  | 215  |

| 2018 | 2022 | - | - | - | - | - | - | - |
| ---- | ---- | - | - | - | - | - | - | - |
| 217  | 210  | - | - | - | - | - | - | - |

## Culture locale et patrimoine

### Lieux et monuments

#### Église Notre-Dame

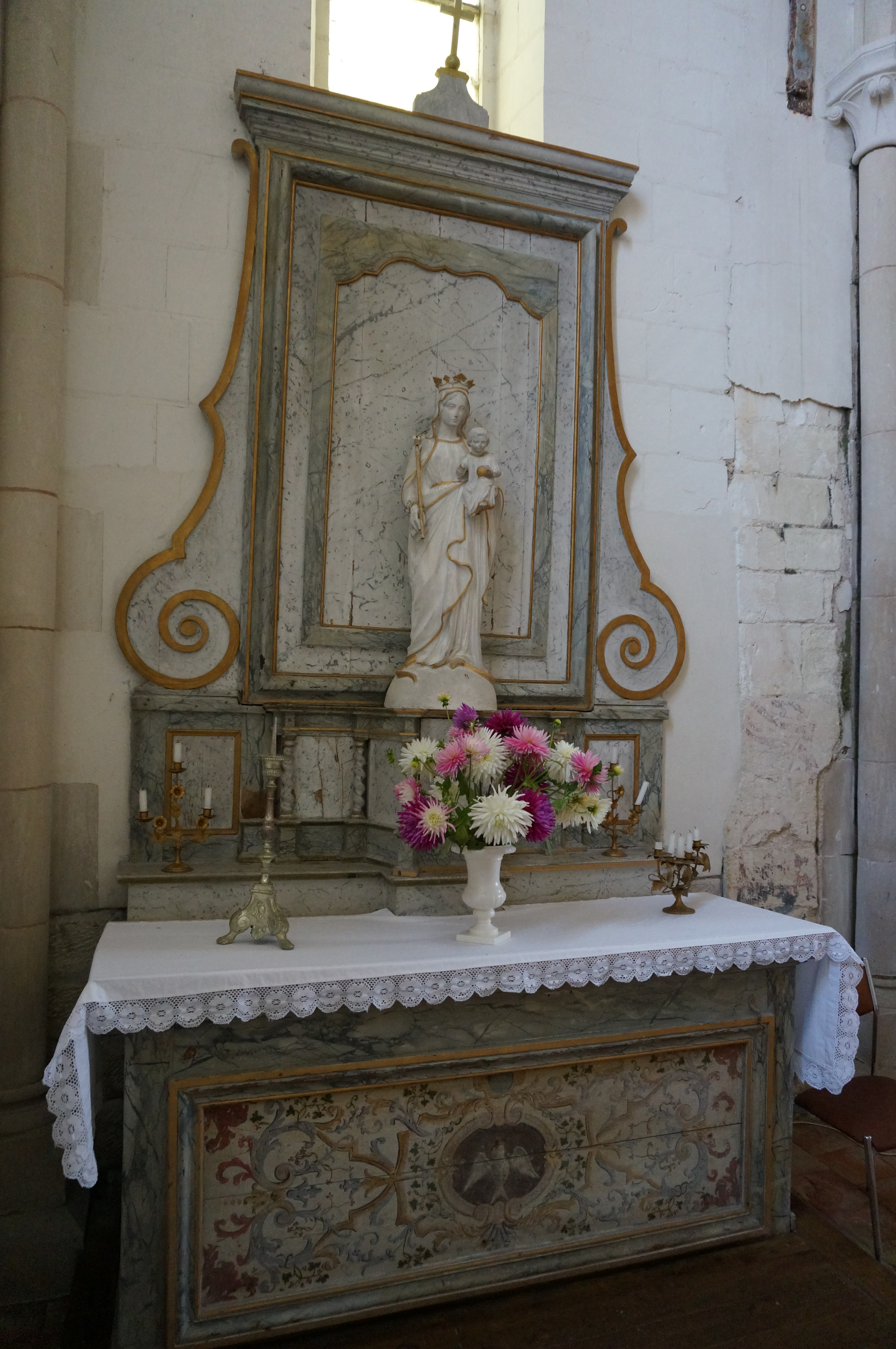
L'antépendium classé.

L’église était une annexe de la paroisse de Saint-Quentin-sur-Coole (juste en amont, au sud-est), dont le curé percevait, en 1698, toutes les dîmes par cession ; mais en 1747, il n’en avait plus qu’un sixième, les seigneurs décimant le surplus.
L’édifice a un chœur ordinaire du XIIIe siècle et abrite un panneau peint du XVIIIe siècle. Il représente une colombe (symbole du Saint-Esprit) et des rinceaux, et fut classé le 12 janvier 1977 au titre des Monuments historiques.

#### Moulins
Les grands moulins à cylindres des frères Brisson, sis sur la Coole à 1 km vers Nuisement, occupent, vers 1930-1935, les premiers rangs dans le domaine de la meunerie marnaise.
En 1845, Chalette indique : deux moulins à eau dont un dit "à l'anglaise, et un moulin à vent. En 1848, une enquête effectuée par la gendarmerie dénombre trois moulins à eau :
Le premier moulin est à deux tournures, il possède cinq paires de meules et cinq chevaux. Il emploie quatre ouvriers au salaire journalier de 2,50 fr.
Le deuxième moulin est à une tournure, il possède deux paires de meules et un cheval. Il emploie un ouvrier au salaire journalier de 1,60 fr.
Le troisième moulin est à deux tournures, il possède quatre paires de meules et trois chevaux. Il emploie un ouvrier au salaire journalier de 1,60 fr. nourri.
Au 9 décembre 1930, il n’existe plus qu’un seul moulin à Breuvery-sur-Coole. Il appartient aux sieurs Brisson frères, de Châlons-sur-Marne. Ce moulin est actionné par la force hydraulique et un moteur à gaz pauvre. Sept ouvriers, dont le meunier, y sont employés.

#### Cimetière
Les tombes de deux aviateurs alliés, tombés à Breuvery dans la nuit du 3 au 4 mai 1944, y sont visibles par la présence de deux stèles dressées côte-à-côte.
Deux corps seulement furent retrouvés dans les débris de la carlingue d’un bombardier ayant vraisemblablement explosé en vol : le pilote (le lieutenant anglais David Stuart Jackson, titulaire de la Distinguished Flying Cross, 21 ans) et le mitrailleur de queue (le sous-lieutenant canadien Ross Edward MacFarlane) sont inhumés dans le cimetière de Breuvery,.

### Sobriquets collectifs des villages de la vallée de la Coole
« Au cours des années s’échelonnant de 1960 à 1971, nous[Qui ?] avons noté un certain nombre de sobriquets collectifs s’appliquant aux habitants de villages ou villes du département de la Marne. Ces sobriquets étant souvent péjoratifs, a-t-il été nécessaire pour les connaître lors de l’enquête, d’interroger non point ceux qu’ils désignent, mais bien au contraire les habitants des villages voisins. »
Pour la vallée de la Coole : Coolus : les Carquers ; Ecury-sur-Coole : les Choutiers ; Nuisement-sur-Coole : les Loups ; Breuvery-sur-Coole : les Bêtes ; Saint-Quentin-sur-Coole : les Pauvres gens ; Cernon-sur-Coole : les Messieurs ; Coupetz-sur-Coole : les Grandes salières ; Fontaine-sur-Coole : les Buveurs de goutte ; Faux-sur-Coole : les Almanachs".

### Personnalités liées à la commune
- Narcisse Brunette (né en 1808 à Breuvery, décédé en 1895 à Reims), élève de François Debret et architecte de la ville de Reims[69],[70].

### Anciennes familles notables

#### Propriétaires ruraux châlonnais
Les Châlonnais propriétaires ruraux à Breuvery-sur-Coole appartiennent pour la plupart au milieu professionnel des officiers du roi, dans l’administration des finances (Élu, trésorier de France, receveur du taillon) et de la justice (président du Présidial, avocat, greffier).
Châlons, centre administratif de la Champagne, est aussi ville épiscopale et le comte évêque de Châlons possède également de nombreuses propriétés rurales qui remontent à l’époque féodale. En ce qui concerne la vallée de la Coole, il est seigneur d’Ecury-sur-Coole, de l’église de Coupetz, suzerain du seigneur de Nuisement-sur-Coole, et le baron de Cernon-sur-Coole est maréchal de la Cour épiscopale. L’abbaye bénédictine de Saint-Pierre-au-Mont, le chapitre de la cathédrale Saint-Étienne possèdent également de nombreux biens dans tout le Châlonnais. On peut considérer que les biens ecclésiastiques l’emportent de beaucoup sur les biens laïcs.
À Breuvery, on sait peu de choses sur les propriétés ecclésiastiques. On sait simplement que la paroisse était une annexe de Saint-Quentin-sur-Coole. Mais on est assez bien renseigné sur les propriétaires laïcs, dits seigneurs de Breuvery.
Ce qui les caractérise principalement, c’est leur nombre : plus d’une quinzaine pour un territoire de 1 000 hectares. Autre caractéristique : le faible revenu qu’ils retiraient de ces propriétés. Lors d’une visite épiscopale à Cernon-sur-Coole en 1747, le rédacteur de l’évêché écrit : « On ne connaît point d’autre vice qu’un trop grand attachement à la terre, causé par la stérilité du terroir qui ne produit qu’avec beaucoup de travail et en très petite quantité, joint à la misère des temps ».
De sorte que ces petits propriétaires fonciers de Breuvery possédaient d’autres biens « sis sur d’autres terroirs » du Châlonnais. Ils étaient, selon l’expression fréquemment présente dans les actes notariés, seigneurs de Breuvery « et d’autres lieux ».
Contrairement à Breuvery, les deux villages voisins de Saint-Quentin-sur-Coole et de Nuisement-sur-Coole avaient, depuis l’époque féodale, une maison forte et un seul seigneur. Le terre et seigneurie de Cernon était la seule terre titrée de la vallée : cette baronnie et son château abritaient le maréchal de la Cour épiscopale. Après Cernon, Vaugency (à Saint-Quentin) et Nuisement, la 4e maison forte de la vallée de la Coole se situait à Coolus, là où la Coole se jette dans la Marne, en amont de Châlons.
Ces maisons fortes ont été remplacées par des « châteaux de plaisance » au XVIIIe siècle. Il en reste peu de chose. Le très beau château de Cernon a brûlé il y a quelques années. Celui de Vaugency a disparu, mais une gravure de Claude Chastillon permet de se représenter nettement l’aspect de la maison forte d’origine. celui de Nuisement a brûlé vers 1870 (du fait de la guerre, semble-t-il) et celui de Coolus a été détruit en 2009 par la communauté d’agglomération de Châlons.

#### Familles de notables propriétaires à Breuvery

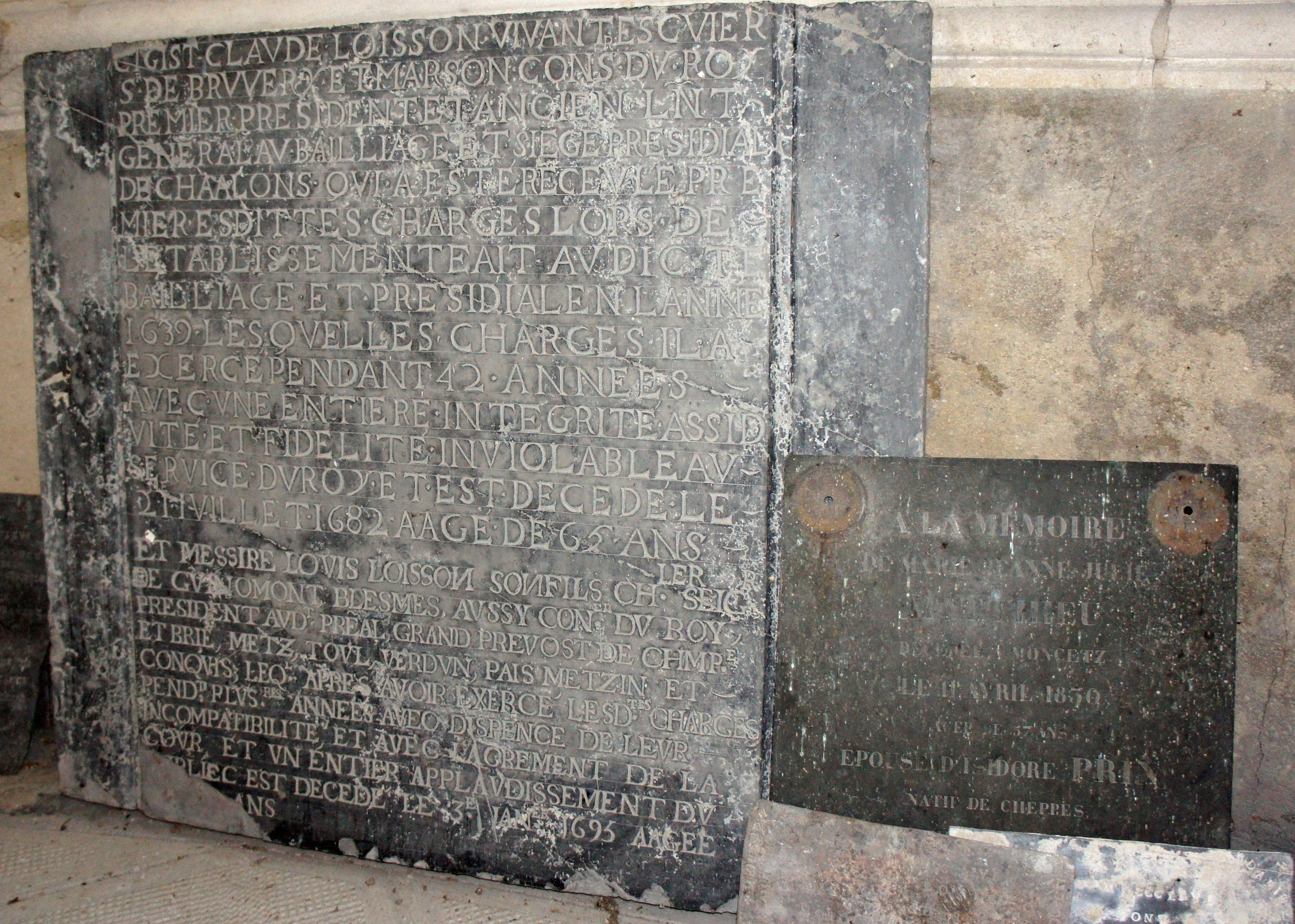
Gisant de Claude et Louis Loisson.

Les états successifs des fiefs par bailliage entre 1597 et 1693, indiquent les patronymes des 18 notables de Châlons qui se partageaient la terre et seigneurie de Breuvery à l’époque moderne (à part Hugues de Breuvery en 1165 et Ravous de Breuvery en 1272, les époques féodale et médiévale restent inconnues). Dans l’ordre chronologique des pièces justificatives : Daoust (ou d’Aoust) en 1597 ; Godet (2 fois), Horguelin, Langault, Papillon, Pinteville, sur le rôle de 1635 ; Fagnier, Laguille, Lescarnelot, Loisson, Grossetête, Saguez, sur l’état de 1693.
Venus d’autres sources, on peut ajouter : Aubelin en 1583, Hennequin en 1630 (d’Hozier), Baugier en 1713, Brissier en 1727, Beschefer en 1778, et Deu, non daté.